# Pentheopraonetha latifrons
Pentheopraonetha latifrons – gatunek chrząszcza z rodziny kózkowatych i podrodziny zgrzypikowych. Jedyny przedstawiciel rodzaju Pentheopraonetha.

## Zasięg występowania
Gatunek ten występuje na Sri Lance.